# Luca Waldschmidt
Gian-Luca Waldschmidt (Siegen, 19 mei 1996) is een Duits voetballer die doorgaans als centrumspits speelt. In juni 2024 maakte hij de overstap van VfL Wolfsburg naar 1. FC Köln. Waldschmidt debuteerde in 2019 in het Duits voetbalelftal tijdens de oefeninterland tegen Argentinië.

## Clubcarrière
Waldschmidt speelde in de jeugd voor SSV Oranien Frohnhausen, SSC Juno Burg, TSG Wieseck en Eintracht Frankfurt. Hij debuteerde op 25 april 2015 onder coach Thomas Schaaf in het eerste van laatstgenoemde club, tijdens een met 2–0 verloren wedstrijd in de Bundesliga uit bij Borussia Dortmund. Hij viel na 73 minuten in voor Sonny Kittel. Een week later mocht Waldschmidt opnieuw invallen, tegen Werder Bremen. Hij kreeg op 23 mei 2015 voor het eerst een plaats in de basis, op de laatste speeldag van het seizoen in een met 2–1 gewonnen wedstrijd thuis tegen Bayer 04 Leverkusen. Hij werd na 69 minuten vervangen door Nelson Valdez. Waldschmidt maakte op 8 augustus 2015 zijn eerste doelpunt in zijn profcarrière. Hij maakte toen de 0–3 in een met diezelfde cijfers gewonnen wedstrijd in de DFB-Pokal uit tegen Bremer SV.
Waldschmidts eerste doelpunt voor Eintracht Frankfurt was ook zijn laatste voor die club. Nadat hij in het seizoen 2015/16 van coach Armin Veh alleen invalbeurten kreeg, verruilde hij Eintracht in juli 2016 voor Hamburger SV. Hier kreeg hij onder respectievelijk Markus Gisdol en Bernd Hollerbach geleidelijk aan meer speeltijd. Waldschmidt maakte op 20 mei 2017 zijn eerste doelpunt in de Bundesliga. Hij was die dag matchwinner in een met 2–1 gewonnen wedstrijd tegen VfL Wolfsburg.
Waldschmidt eindigde het seizoen 2017/18 met Hamburger onder de degradatiestreep, maar daalde niet mee af naar de 2. Bundesliga. Hij stapte op 1 juli 2018 over naar SC Freiburg. Dat betaalde een gelimiteerde transfersom van €5.000.000,- voor hem aan Hamburg. Coach Christian Streich maakte in zijn eerste seizoen hier dertig keer gebruik van hem, waarvan zestien keer als basisspeler. Hij maakte in die wedstrijden negen doelpunten, waaronder tegen Europa-gangers RB Leipzig, Borussia Mönchengladbach en VfL Wolfsburg en tegen directe concurrenten FC Augsburg, VfB Stuttgart, Hannover 96 en FC Nürnberg.
Op 14 augustus werd bekend dat Waldschmidt voor 15 miljoen euro verkaste naar het Portugese Benfica. Daar speelde hij een seizoen veelal in de basis en maakte hij negen doelpunten. Op 22 augustus 2021 vertrok hij terug naar Duitsland. VfL Wolfsburg betaalde 12 miljoen euro voor zijn diensten.

## Clubstatistieken
| Seizoen                        | Club                | Competitie      | Competitie | Competitie | Beker | Beker | Internationaal | Internationaal | Overig | Overig | Totaal | Totaal |
| Seizoen                        | Club                | Competitie      | Wed.       | Dlp.       | Wed.  | Dlp.  | Wed.           | Dlp.           | Wed.   | Dlp.   | Wed.   | Dlp.   |
| ------------------------------ | ------------------- | --------------- | ---------- | ---------- | ----- | ----- | -------------- | -------------- | ------ | ------ | ------ | ------ |
| 2014/15                        | Eintracht Frankfurt | Bundesliga      | 3          | 0          | 0     | 0     | 0              | 0              | 0      | 0      | 3      | 0      |
| 2015/16                        | Eintracht Frankfurt | Bundesliga      | 12         | 0          | 2     | 1     | 0              | 0              | 0      | 0      | 14     | 1      |
| 2016/17                        | Hamburger SV        | Bundesliga      | 14         | 1          | 2     | 1     | 0              | 0              | 0      | 0      | 16     | 2      |
| 2017/18                        | Hamburger SV        | Bundesliga      | 21         | 1          | 1     | 0     | 0              | 0              | 0      | 0      | 22     | 1      |
| 2018/19                        | SC Freiburg         | Bundesliga      | 30         | 9          | 2     | 0     | 0              | 0              | 0      | 0      | 32     | 9      |
| 2019/20                        | SC Freiburg         | Bundesliga      | 22         | 5          | 1     | 1     | 0              | 0              | 0      | 0      | 23     | 6      |
| 2020/21                        | Benfica             | Primeira Liga   | 27         | 7          | 4     | 2     | 8              | 1              | 2      | 0      | 41     | 10     |
| 2021/22                        | Benfica             | Primeira Liga   | 0          | 0          | 2     | 0     | 0              | 0              | 0      | 0      | 2      | 0      |
| 2021/22                        | VfL Wolfsburg       | Bundesliga      | 14         | 1          | 0     | 0     | 3              | 0              | 0      | 0      | 17     | 1      |
| 2022/23                        | VfL Wolfsburg       | Bundesliga      | 18         | 4          | 2     | 1     | 0              | 0              | 0      | 0      | 20     | 5      |
| 2022/23                        | → 1. FC Köln        | Bundesliga      | 22         | 3          | 2     | 0     | 0              | 0              | 0      | 0      | 24     | 3      |
| Carrière totaal                | Carrière totaal     | Carrière totaal | 183        | 31         | 18    | 6     | 11             | 1              | 2      | 0      | 214    | 38     |
| Bijgewerkt tot 10 januari 2024 |                     |                 |            |            |       |       |                |                |        |        |        |        |

## Interlandcarrière
Waldschmidt maakte deel uit van alle Duitse nationale jeugdselecties vanaf Duitsland –16. Hij nam met Duitsland –19 deel aan het EK –19 van 2015 en bereikte met Duitsland –21 de finale van het EK –21 van 2019. Hierop werd hij met zeven doelpunten ook topscorer van het toernooi. Waldschmidt debuteerde op 9 oktober 2019 in het Duits voetbalelftal. Bondscoach Joachim Löw liet hem toen van begin tot eind spelen in een oefeninterland thuis tegen Argentinië (2–2).
1 Schwäbe ·
2 Schmied ·
3 Heintz ·
4 Hübers  ·
5 Soldo ·
6 Martel ·
7 Ljubičić ·
8 Huseinbašić ·
9 Waldschmidt ·
11 Kainz ·
12 Nickisch ·
13 Uth ·
15 Kilian ·
16 Obuz ·
17 Paçarada ·
19 Lemperle ·
20 Pentke ·
21 Tigges ·
22 Christensen ·
24 Pauli ·
25 Gazibegović ·
29 Thielmann ·
34 Harchaoui ·
35 Finkgräfe ·
37 Maina ·
42 Downs ·
43 Čuber Potočnik ·
44 Köbbing ·
47 Olesen ·
Coach: Struber